# Атрай (река)

Атрай (бенг. আত্রাই/আত্রেই নদী) — река в северной части Бангладеш и Индии, штат Западная Бенгалия, длиной около 390 км, а максимальная глубина составляет 30 м. В древние времена река была названа Атрей и упоминается в Махабхарате. Она берёт начало в Западной Бенгалии, а затем после прохождения через Динаджпур течёт снова по территории Индии. Она протекает через Кумаргандж и Балургхат округа Южный Динаджпур. Затем река снова возвращается в Бангладеш.